# 松岡由貴
松岡 由貴（まつおか ゆき、1970年9月13日 - ）は、日本の女性声優、タレント。大阪府大阪市東住吉区（現平野区域）出身。ぷろだくしょんバオバブ所属。

## 来歴

### 大阪での活動
幼少期は内気で人の後ろに隠れて挨拶もできないような大人しい子供であり、両親も「せめて挨拶だけでもできるようになれば」と養成所に入所させたと語る。小学3年生から子役としてタレント活動をしていた。レッスンはあまり好きではなかったが、オーディションは楽しかったという。当時、子役には「上手にやること」は期待されていなかったことからプレッシャーもなく、むしろそこはかとない「緊張感」が気持ちよかったが、大人になった2011年時点では苦手という。
子役のオーディションの内容はほとんど質疑応答で、1人で知らない場所にはいけないことから母が会場までついてきてくれていた。しかし「ステージママ」的に「頑張ってくるのよ!」のようなことは言われず、「お茶飲んで待ってるから、行ってきなさい」という感じだった。当時の合否の結果ついてはその場で分かる時もあれば、後で結果を知らされることもあったが、わりとあっさり受け止めていた。合格すれば嬉しかったが、自信満々だった子供が落選した後に松岡が通った時「なんで由貴ちゃんなの〜？！」と感情むき出して悔しがる子供もいたことから、冷めていたんだと語る。他の子供が通って松岡が落選した時も「まあ、そんなもんだろう」と冷静に受け止めていたという。
あるオーディションで「ドラえもんのポッケの中から何が出てきたら嬉しい？」という質問があり、周囲の子供が「どこでもドア」、「タイムマシン」などと言う中で松岡1人「呪いのカメラ」と答えていた。その時に「ええっ？」と驚かれ、その理由を説明したところ、それが面白かったようで合格し、このことを忘れられないオーディションのひとつと語っている。
子供の頃から劇団に所属し、1979年、9歳の時に当時若手だった明石家さんまとの共演によるチロルチョコのコマーシャルでデビュー。当時の母は子役として活動する松岡に特別なことはしなかった。しかし唯一言われたのは「プロ意識を持て」「仕事をするからにはきちんと意識を持って臨みなさい」ということだった。明石家さんまと前述のCMに出演していた時も、「サインがほしいから色紙を持って行きたい」と言ったところ「遊びに行くわけじゃない、お仕事なんだから」と怒られたという。
テレビに出演していると、良くも悪くも周囲から目立ってしまった。同じようなことを色々な人物から何度も聞かれたりすると、ストレスになることもあった。小学5年生の時に一緒にいた友人が転校してからは周囲の友人のアクティブさについていけず、途方に暮れていた時期があった。その頃から自分が変わり、仲間と過ごしているうちに内向的な性格から一気に外向きな性格になった。
中学時代、自分の意志で母に「もう一度きちんとお芝居の勉強をしたい」と言って劇団に入団。中学時代に一度エキストラの仕事を断っており、母に「あんた、今のは何？」と聞かれ、「なんかやりたくなかったからエキストラの役、断った」と言ったところ、滅多に怒らなかった母が「あんたがこれからやろうと思っている役者という仕事は、親が死んでも舞台では笑っていなけりゃいけないの！ やる気がないなら今すぐ辞めなさい。そうじゃないなら今すぐお仕事を受けなさい！」と声を荒げて激怒した。すぐに劇団に「さっきの、やります」と電話し、「そうか、親が死んでも役者は舞台では笑っていなければいけないんだ」というプロ意識を思い知らされた出来事だった。仕事には格別厳しかった母の魂のこもったその一言が、2011年時点の松岡を作っているという。
中学2年生の時、偶然青二塾大阪校の2期生募集のポスターを見て「ここだ！」と思い、当時はアニメのテロップに「青二プロダクション」と書かれており、「その養成所が大阪にできたのだから絶対にそこに入りたい」と思っていたという。しかし応募は16歳からという条件で、あと1年以上待たなくてはいけず、劇団を退団して声優の道に絞りたいが、応募にはブランクをつくらずに現役で臨んだ方がいいと色々な考えが巡っていたという。結局、中学3年生の15歳の終わりに青二塾大阪校に第4期生として応募して合格し、高校進学と同時に青二塾に入塾。大阪校は週2回の土日クラスがあったため、高校と並行して通う。
青二塾に入塾する時にもオーディションがあった。しかし後にも先にも、このオーディションだけは絶対的な自信を持ち、すでに子役タレントとしての経験を積んでいた松岡には大きなアドバンテージがあったことから臨むことができた。
入塾後、そこは想像を絶する厳しい修行の場であり、軍隊のように鍛えられていたが、「いい人生勉強になった」と語る。当初、「自分はちょっとお芝居をかじっているんだ」という余裕があったが、それがかえって伸び悩む要因になってしまい、周囲の皆がものすごい勢いで松岡を追い越していた。台本が岩波書店の文庫本で、小さな字に習っていない漢字がぎっしりであり、それがきちんと読めなかった。その時に「セリフの初見に弱い」、「すぐ詰まる」とダメ出しを受け真剣に悩んでいたが、このことはのちに「小さな悩み」と語っている。フリートークも凄く苦手だったが、2011年時点では放っておいても口が勝手に喋るという。
青二プロダクションに所属するためのオーディションに受かり、プロダクションには高校卒業まで1年待ってくれることになった。その1年の間に大きな変化があり、音楽への興味がわき、ラジオDJをしてみたくなった。大学にも行きたくなっており、高校時代に教育実習にきていた教師が「僕は、自由になる大学4年間の時間を親に買ってもらいました」と言っていた。その言葉を聞いていた時、「私も、今から4年間を買ってもらいたい！」と衝撃が走り、母に相談していたところ、「自分がそれでいいと思うならそうしなさい」、「でもきっと寂しくなるわよ」と言われた。結局、自分なりに色々考えていた末に進学を選び、青二プロダクションの所属を辞退していた。
大手前女子大学（現大手前大学）美学美術史学科に進学したばかりのころは台本もオーディションもない、普通の女子大生の生活を満喫していた。しかし母が予言していたとおり、1年経つとあっという間に役者の世界が恋しくなったという。当時は女子大学生はコンパニオンになるのがステータスの一つになっており、「やってみよう」と思い、展示会などにコンパニオンとして派遺されるようになった。
その中で偶々「君、確かちょっとしゃべれたよね？ ラジオのオーディションがあるけど、やってみない？」と声をかけられる。産休で3か月休止していたラジオ大阪の番組『TOYOTA SUPER COUNTDOWN 50』の女性DJのピンチヒッターを探しており、ラジオの経験はなかったが、パーソナリティには興味があったので「受けたい」と即答し、オーディションに臨んでいた。生まれてから一度も経験したことのないパフォーマンスを要求され、例えば「イントロのせ」であり、Winkの曲『ニュー・ムーンに逢いましょう』を16秒のトークでのせないといけなかった。原稿はキーワードしかなく、アドリブでのせていく形であった。他にはインタビューなど、やったことがないことばかりで、途中で「帰りた〜い」と思っていたという。あの時は胃が痛くなってまともに呼吸もできなかったが、一次を通り二次でベテランと中堅のプロと当時素人だった松岡の3人だけ残り、結果は松岡が選ばれたという。このことを人生で一番緊張したオーディションとして挙げている。
在学中の1990年12月9日、ラジオ大阪の番組『TOYOTA SUPER COUNTDOWN 50』の初レギュラーのラジオパーソナリティとしてデビューし、以後大阪ローカルのMCタレントとして活動した。当時のラジオの仕事は3か月必死で放送は週1回だったが、必ず前日にスタジオに行き、自分がかける曲を全部チェックしていた。担当ディレクターもそれに毎週付き合ってくれており、その時は何をどう喋ったらいいか全くわからない中でしていた。活動開始から3か月間はフリーランスであったが、ラジオ番組が縁で立原啓裕の事務所（有限会社りある、後に分裂）に所属、後に「キャラ」、「バオバブ」と移籍。
当時、大阪府では声優の仕事はなく、CMナレーションなどを最初は月に2、3本、やがてそれが5本になり10本にという形でどんどん増えていった。レポーターのようなフリートークの仕事も、勉強しながら徐々にこなしていった感じだった。大学4年生の時には、そこそこ仕事を貰えるようになっていたため、卒業後はそのまま仕事にスライドしていた感じだった。卒業間近の時、単位が足りずに「卒業できないか」と思った時期もあった。ある授業の追試験の日が仕事と重なってしまい、その1科目の単位が足りないために留年を覚悟していた。偶々クライアントの都合で仕事の時間がズレて試験を受けられたことから、留年も免れたという。
朝日放送（現：朝日放送テレビ）の『おはよう天気です』にもアシスタントとして出演しており、1995年1月17日5時46分に発生した兵庫県南部地震（阪神・淡路大震災）は、スタジオでのコーナー紹介の最中の出来事だった。そのコーナーとはゲームを紹介する「ピコピコ通信」を担当していた。
「大阪日本橋界隈の活性化」を目的とした「日本橋プロジェクト」の公式キャラクター「音々」（ねおん）の声優を担当している。堺筋沿いの商店街アーケードに設置された街頭スピーカーで、「音々」として日本橋の紹介をしている。

### 東京での活動
目標だった『MBSヤングタウン』のパーソナリティが終わる時に必死に階段を駆け上がってきて踊り場にたどり着いた感じであり、「この先ラジオは楽しんでやろう」と声優の仕事に目線を変えた。
キャラクターの声をあてていた番組のプロデューサーに過去の経歴を話するに及んだところ、そのプロデューサーが『夢のクレヨン王国』も担当しており、これが縁でオーディションを受けた結果、同作品のシャカチック役に抜擢され、以後声優としての活動も始めることになった。つづけて次の番組『おジャ魔女どれみ』と上京するまでの2年半、収録のたびに大阪から東京に通っていた。当時は朝10時のスタジオ入りだったことから大阪は6時発、4時起きだった。大阪で声優の仕事はないため、東京の声優の中に一人関西勢が入っている感じで、大阪を背負っているような責任感すら感じていた。
やっかいだったのは天候だったという。たとえば大雪で新幹線が関ヶ原辺りで動かなくなってしまい収録に間に合わず、ということになったら、もう二度とそんな交通リスクを抱えた大阪の声優は使ってくれなくなるため、天気予報と交通情報を常にチェックして「電車、とまるかも」と思ったら、もう「前のり」だったという。交通費だけではなくホテル代も自腹だったことから安く泊まれる宿を探していたが、雪のシーズンは受験期と重なり、リーズナブルなホテルはどこも受験生で満室だった。「前のり」しようと決めるのは直前だったことから、移動中の新幹線の車中でホテルに電話するも空いておらず、ある時、「やっと部屋があった」と思ったところ、京王プラザホテルだった。その時の宿泊料は2万円であり、「このお時間ですから、お部屋をグレードアップさせていただきます」と言われた。40階のデラックスツインに1人寂しく泊まり広い部屋が余計に切なかったという。その後、現所属事務所であるぷろだくしょんバオバブに移籍し、東京に転居している。
大阪の現場の時では普通に「おはようございます」と言って入るだけだったという。しかし初めてのアフレコの時は挨拶から違い、松岡がスタジオに入ったところ、皆が松岡の前に一列に並び、「○○プロの○○です」「××の××です」と次々に自己紹介を行い、「もう、なんじゃこれっ？」と思った。当時の青二塾では演技の勉強はしていたが、アフレコ実習はしたことがなかったことから、一から実践で学んでいた。「パクる」や「オミット」など、現場ではあたりまえの用語・基本的なセオリーすら無知で、当初は何をどうしていいか全然分からなかった。相方のユックタック役の宮原永海も同じで初めてのアフレコだったことから、2人で「キャラが出てきたらしゃべればいいんだよね？」と言っていた。その時は第一声がオフのシーンでどこから出ていいか分からなかった。しかしアフレコ収録後に先輩をつかまえて聞いてみたり、本番以外の会話はあえて大阪弁で喋るように心掛けていた。そうしていたところ次の番組で『おジャ魔女どれみ』の妹尾あいこ役で大阪弁のキャラクターを演じることになり、当時は3次までオーディションをしてその役が決まった時は、「また声優を続けられる」と嬉しかったという。
活動の中心を東京に移した後も『週刊えみぃSHOW』や『オモシロ好奇心☆どろんぱ!』など、読売テレビ（ytv）制作の関西ローカル枠のバラエティ番組のナレーションを担当することが多い。『最後の晩餐』（2000年 - 2002年放送）では、ギャルゲー体験企画のシミュレーションVTRのヒロインの声を担当した。

## 人物

### 役柄
声種はソプラノ。
関西出身で大阪弁が地の言葉で、『クレヨンしんちゃん』で方言指導をしたことがある。
役づくりをする時のイメージでは、頭の中に大小の2本の木が生えて、小さな木は男性、大きな木は女性、上の方へ行くほど若くて下の方は年齢が高めなどである。またそこから枝葉が分かれていき葉っぱをめくるとそれぞれ違う性格を持った顔が現れ、ぼーっとしていたり、冷徹なタイプだったりしている。そんな感じで整理された頭の引き出しを順々に開けていき役を作るという。
『夢のクレヨン王国』で松岡由貴と出会った脚本家の山田隆司は、次作の『おジャ魔女どれみ』において松岡の普段の立ち振る舞いをモデルにして妹尾あいこのキャラを作成、あいこだけは松岡が演じることが最初から決まっていた。
『アベノ橋☆魔法商店街』の挿入歌のバラードや、『My Merry May』主題歌のカバーでの一人二役デュエットなど、多芸ぶりを披露している。『おジャ魔女どれみ』シリーズではなぜかMAHO堂メンバーの内でただ一人、ソロが挿入歌に使われていない。妹尾あいことしては3人以上で歌っている曲のみ挿入歌として使用されている。
『テイルズ オブ シリーズ』には一度は声をあててみたいと思っており、念願叶って『テイルズ オブ イノセンス』にて関西弁のエルマーナ・ラルモ役を獲得。

### 趣味・嗜好
主にオカルト、ホラー、サスペンス、ミステリー、連続殺人もの、バッドエンド系を題材とする映画が好きであることを笹川亜矢奈との映画対談コラム、『緋い月の夜、蒼い月の朝。』で公言している。またそのようなアニメに出演することを誇りにしているが、オタクはあまり好きではない様子。生まれて初めて見た映画は『エクソシスト』である。逆に名作系、感動もの、ミュージカル全般などの「泣かせる」映画が苦手。特に前述のコラムの企画で笹川亜矢奈と見に行った『子ぎつねヘレン』を映画の途中から見終わった後数分間ずっと号泣していた。名作系でも『ハウルの動く城』などのファンタジー系は大好き。
無類のウサギ好きで、グッズも集めてはいるが、手当たり次第に購入していると無尽蔵に増えてしまうので、鼻の部分が毛に覆われていて猫や犬のように肌が露出しておらず、手足に肉球もないリアルに造形されているアイテムを選ぶようにしている。
アニラジなどで使用されている番組独特の挨拶を「くすぐったい」という理由で嫌っている。アニラジにゲスト出演した際、パーソナリティーに頼まれようが、番組の台本に書いていようが、絶対に言わないようにしている。自身がパーソナリティーを務める『*由貴の結晶*』で、「番組独自の挨拶を作ったらどうか」という旨のお便りが来るも、前述の話をして却下している。
イラストが得意で『まぶらほ』のDVD特典では漫画を掲載したこともある。
その他の趣味として、スキー、乗馬、水族館めぐりを挙げている。特技は油絵、日舞、激辛。資格は普通自動車免許を所持している。

### エピソード
実家は喫茶店。由貴という名前は松岡が生まれる際、親が占い師に頼んで運がいい名前を決めてもらった。そのためオーディションなどで合格することが多いという。また、男の子だったら同じ字で（よしたか）という名前がつけられる予定だった。両親は物心ついた時には既に離婚しており、母方に引き取られた。実父と初めて出会ったのは高校時代である。
かつて国家資格の要らない歯科助手をしていた。
フェレットを飼っている。名前は「ラムネ」。先代は「ウォッカ」。ラムネのために、夏は24時間欠かさずエアコンをつけている。そのせいで電気代が高額になってしまい困っているとのこと。
2004年から2006年の誕生日はニューハーフバーで祝ってもらった。
2007年11月18日に行われたイベント「『緋い月の夜、蒼い月の朝。』由貴と亜矢奈のトークショウ 『ソウ』スペシャル」で、笹川亜矢奈とのゲームに負けて人生初の「メイド服」を着用した。『涼宮ハルヒの憂鬱』第1話での笑い声のバリエーションを4種類ほど持たせた。
2023年5月28日、六本木UTAIBAにて松岡由貴30周年記念作品 「蒼い光は雪のように」(CD)リリースイベントが開催された（2回、各20名限定）。ゲストは秋谷智子、笹川亜矢奈、アリガトユイナ。ドラマ前日譚の朗読、質問コーナー、ゲストとともに歌を披露した。本来の30周年は2020年12月9日だったが、新型コロナウイルス蔓延の関係で遅くなったとのこと。
なお「ウィキペディアに掲載されている出身地は誤り」との発言もあった。

## 出演
太字はメインキャラクター。

### テレビアニメ
1993年
- しましまとらのしまじろう（トイレ、きたかぜのかっちゃん）

1998年
- 夢のクレヨン王国（シャカチック）

1999年
- おジャ魔女どれみ（1999年 - 2003年、妹尾あいこ） - 4シリーズ

2001年
- Cosmic Baton Girl コメットさん☆（藤吉寧々）
- ジャングルはいつもハレのちグゥ（マリィ）
- はじめの一歩（子供）

2002年
- あずまんが大王（春日歩）
- あたしンち（相原）
- アベノ橋魔法☆商店街（朝比奈あるみ）
- カスミン（生徒たち）
- クレヨンしんちゃん（2002年 - 2016年、リョーコ、長内奈次美、豪根好奈、眠りネコ）
- GetBackers-奪還屋-（音羽マドカ）
- サムライジャック（妖精）
- とっとこハム太郎（ヒトミちゃん〈初代〉）
- ぷちぷり*ユーシィ（グレンダ）
- 名探偵コナン（2002年 - 2025年、女の子、田布施陽菜、江舟の妻、永瀬綾子、東尾マリア〈2代目〉 他）
- よばれてとびでて!アクビちゃん（ともみ）

2003年
- 宇宙のステルヴィア（アリサ・グレンノース、ミア・グレンノース）
- ギャラクシーエンジェルA（エリカ・タンデム）
- スクラップド・プリンセス（セーネス・ルル・ギアット）
- D.C. 〜ダ・カーポ〜（2003年 - 2005年、水越眞子） - 2シリーズ
- .hack//黄昏の腕輪伝説（ミレイユ）
- ポケットモンスター アドバンスジェネレーション（シノブ）
- マーメイドメロディぴちぴちピッチ（2003年 - 2004年、エリル） - 2シリーズ
- まぶらほ（風椿玖里子）

2004年
- エルフェンリート（ナナ）
- 陰陽大戦記（甘露のコマキ）
- GIRLSブラボー（2004年 - 2005年、福山リサ） - 2シリーズ
- グレネーダー 〜ほほえみの閃士〜（紅みかん）
- 最遊記RELOAD GUNLOCK（朱童、純華）
- ドラえもん（テレビ朝日版第1作）（マイちゃん）
- ふたりはプリキュア（少女時代のさなえ）
- BLEACH（2004年 - 2012年、井上織姫、黒崎一護〈少年時代〉）
- 魔法少女リリカルなのは（2004年 - 2005年、エイミィ・リミエッタ） - 2シリーズ

2005年
- あかほり外道アワーらぶげ それゆけ!外道乙女隊（アクマコ2）
- ガラスの仮面（東京ムービー版）（絵川由紀）
- 極上生徒会（角元れいん）
- 地獄少女（田沼千恵）
- ドラえもん（テレビ朝日版第2作）（2005年 - 2018年、ロボ子、OL2、ミグ）
- トリニティ・ブラッド（セス・ナイトロード）
- VIEWTIFUL JOE（アリサ）
- 冒険王ビィト（ロコ）
- 魔法先生ネギま!（2005年 - 2006年、エヴァンジェリン・A・K・マクダウェル） - 2シリーズ

2006年
- いぬかみっ!（せんだん）
- うっかりペネロペ（2006年 - 2013年、リリーローズ） - 3シリーズ
- おとぎ銃士 赤ずきん（2006年 - 2007年、リリ）
- ギャラクシーエンジェる〜ん（イザベラ・エッセンス）
- 涼宮ハルヒの憂鬱（2006年 - 2009年、鶴屋さん） - 2シリーズ
- ちょこッとSister（丸茂珠美）
- ふしぎ星の☆ふたご姫 Gyu!（女子学生）
- 半分の月がのぼる空（水谷みゆき）
- ロックマンエグゼBEAST+（アン）

2007年
- あたしンち（店員）
- 京四郎と永遠の空（せつな）
- 戦争童話集シリーズ ふたつの胡桃（麗奈）
- D.Gray-man（ウエイトレス）
- ながされて藍蘭島（さくや）
- ななついろ★ドロップス（結城ノナ）
- ラブ★コン（神崎真由）

2008年
- あまつき（真朱）
- 一騎当千 シリーズ（2008年 - 2010年、左慈元放） - 2シリーズ
- ケロロ軍曹（メルル、コンビニ店員）
- シゴフミ（カナカ）
- 絶対可憐チルドレン（ボニー）
- はっけんたいけん だいすき!しまじろう（2008年 - 2012年、ぽんたろう） - 3シリーズ
- ヤッターマン（第2作）（インドア丈治）

2009年
- キディ・ガーランド（トリクシー）
- クロスゲーム（小島美奈子）
- ご姉弟物語（地主おねい / 御寧莞）
- テガミバチ（ネロ）
- プリンセスラバー!（藤倉優）

2010年
- アマガミSS（2010年 - 2012年、伊藤香苗、男の子） - 2シリーズ
- おまもりひまり（神宮寺くえす）
- スティッチ! 〜ずっと最高のトモダチ〜（一子）

2011年
- これはゾンビですか?（妄想ユー）
- ドラゴンクライシス!（ビアンカ・A・ルー）
- マケン姫っ!（2011年 - 2014年、雨渡豊華） - 2シリーズ
- 未来日記（日野日向）

2012年
- 黒魔女さんが通る!!（一路舞）
- 咲-Saki- シリーズ（2012年 - 2014年、三尋木咏） - 2シリーズ
- 探偵オペラ ミルキィホームズ 第2幕（コロン）

2014年
- それでも世界は美しい（ルナ）
- 東京ESP（リン・リンチェイ）
- ヒーローバンク（根木コノミ）

2015年
- 学戦都市アスタリスク（左近千歳）
- 長門有希ちゃんの消失（鶴屋さん）

2017年
- UQ HOLDER! 〜魔法先生ネギま!2〜（雪姫 / エヴァンジェリン）
- パズドラクロス（シンク）

2018年
- 閃乱カグラ SHINOVI MASTER -東京妖魔篇-（神楽）

2022年
- パズドラ（2022年 - 2024年、タコ助）
- BLEACH 千年血戦篇（2022年 - 2024年、井上織姫） - 3シリーズ

### 劇場アニメ
2000年
- 映画 おジャ魔女どれみ♯（しゃーぷっ）（妹尾あいこ）

2001年
- あずまんが大王 THE MOVIE（春日歩）
- 映画 も〜っと! おジャ魔女どれみ カエル石のひみつ（妹尾あいこ）

2003年
- クレヨンしんちゃん 嵐を呼ぶ 栄光のヤキニクロード（キャンペーンガールB）

2004年
- アップルシード（ヒトミ）

2006年
- 劇場版BLEACH MEMORIES OF NOBODY（井上織姫）

2007年
- いぬかみっ! THE MOVIE 特命霊的捜査官・仮名史郎っ!（せんだん）
- 劇場版BLEACH The DiamondDust Rebellion もう一つの氷輪丸（井上織姫）

2008年
- HELLS ANGELS（ウルフィ）

2010年
- 劇場版BLEACH 地獄篇（井上織姫）
- 涼宮ハルヒの消失（鶴屋さん）
- 魔法少女リリカルなのは（2010年 - 2018年、エイミィ・リミエッタ） - 4作品

2011年
- 劇場版 魔法先生ネギま! ANIME FINAL（エヴァンジェリン・A・K・マクダウェル）
- 鉄拳 ブラッド・ベンジェンス（アリサ・ボスコノビッチ）

2017年
- ゴーちゃん（2017年 - 2018年、コンピューター） - 2作品

2018年
- フリクリ オルタナ（辺田美々）

2020年
- 魔女見習いをさがして（妹尾あいこ、女子中学生〈姉〉）

### OVA
2002年
- ゲートキーパーズ21（池田順一）
- ジャングルはいつもハレのちグゥ デラックス（マリィ）
- ラブひな Again（クロ）

2003年
- ジャングルはいつもハレのちグゥ FINAL（マリィ）
- True Love Story Summer Days, and yet...（神谷菜由）

2004年
- おジャ魔女どれみナ・イ・ショ（妹尾あいこ）
- BLEACH memories in the rain（井上織姫）

2005年
- トップをねらえ2!（ルクルト・サーペンタイン）

2006年
- 鬼公子炎魔（萌）
- ネギま!? 春スペシャル!? / 夏スペシャル!?（エヴァンジェリン・A・K・マクダウェル）

2007年
- やわらか三国志 突き刺せ!! 呂布子ちゃん（呂布子）

2008年
- D.C.if 〜ダ・カーポ イフ〜（水越眞子）
- 魔法先生ネギま! 〜白き翼 ALA ALBA〜（エヴァンジェリン・A・K・マクダウェル）

2010年
- しましまとらのしまじろう（便器）
- 腐女子の品格（貴代先輩）

2012年
- 名探偵コナン えくすかりばあの奇跡（サトル）

2013年
- 未来日記リダイヤル（日野日向）

2015年
- 長門有希ちゃんの消失（鶴屋さん） - 単行本9巻オリジナルBD付き限定版

2017年
- UQ HOLDER! 〜魔法先生ネギま!2〜（雪姫 / キティ） - コミック第14巻OAD付き限定版

### Webアニメ
- 幕末機関説 いろはにほへと（2006年、こばこ）
- ひよこのさむらい ひよざえもん（2007年、ひよのしん）
- 涼宮ハルヒちゃんの憂鬱（2009年、鶴屋さん、無限ライオン、メイド長）
- にょろーん ちゅるやさん（2009年、ちゅるやさん）
- おジャ魔女どれみ お笑い劇場（2019年、妹尾あいこ[65]）
- スーパードラゴンボールヒーローズ プロモーションアニメ（2020年、サイヤ人女HR〈女の子〉）

### ゲーム
1999年
- トンバ!ザ・ワイルドアドベンチャー

2000年
- infinity（守野くるみ 他）
- ガンスパイク

2001年
- KID MIXセクション（樋口遙）

2002年
- アイドル雀士R 雀ぐる★プロジェクト（天宮樹里、テングー）※OP主題歌「Carry on Dream」も歌唱
- あずまんがドンジャラ大王（春日歩）
- あずまんが大王パズルボブル（春日歩）
- おジャ魔女どれみドッカ〜ン!にじいろパラダイス（妹尾あいこ）
- クロノアビーチーバレー 最強チーム決定戦!（ハートムゥ）
- SIMPLE2000シリーズ Vol.17 THE推理 〜新たなる20の事件簿〜（お嬢）
- My Merry May（レゥ、リース）

2003年
- あずまんが大王アドバンス（春日歩）
- D.C.P.S. 〜ダ・カーポ〜 プラスシチュエーション（水越眞子）
- True Love Story Summer Days, and yet...（神谷菜由）
- ビストロ・きゅーぴっと2（ルゥ・マトリキャリィ）
- My Merry Maybe（レゥ、リース、ライカ）

2004年
- 宇宙のステルヴィア（アリサ・グレンノース）
- おジャ魔女あどべんちゃ〜ないしょのまほう（妹尾あいこ）
- 機甲兵団J-PHOENIX2（プリス・ピーピアス）
- SIMPLE2000シリーズ Vol.67 THE推理 〜そして誰もいなくなった〜（お嬢）
- ぷらすぷらむ2（フェブラリー）
- マーメイドメロディーぴちぴちピッチ ぴちぴちっとライブスタート!（エリル）

2005年
- Angelic Vale新伝 〜エフェメール島綺譚〜（エスパーダ）
- 極上生徒会（角元れいん）
- サモンナイトエクステーゼ 夜明けの翼（ピア）
- D.C. Four Seasons 〜ダ・カーポ〜 フォーシーズンズ（水越眞子）
- BLEACH 〜ヒート・ザ・ソウル〜（井上織姫）
- BLEACH 〜ヒート・ザ・ソウル2〜（井上織姫）
- BLEACH 〜選ばれし魂〜（井上織姫）
- 魔法先生ネギま! 1時間目 お子ちゃま先生は魔法使い!（エヴァンジェリン・A・K・マクダウェル）
- 魔法先生ネギま! 2時間目 戦う乙女たち! 麻帆良大運動会SP!（エヴァンジェリン・A・K・マクダウェル）
- 武蔵伝II ブレイドマスター（マキ）
- My Merry May with be（レゥ、リース、ライカ）

2006年
- いぬかみっ! feat.Animation（せんだん）
- 妹ふらぐ（黄河あかり）
- ガンパレード・オーケストラ 青の章 〜光の海から手紙を送ります〜（中山千恵）
- サモンナイト4（リシェル）
- SIMPLE2500シリーズ Vol.3 THEどこでも推理 〜IT探偵：全68の事件簿〜（お嬢）
- 天地の門2 武双伝（マウタミル・チーナ）
- ネギま!? 超 麻帆良大戦 かっとイ〜ン☆契約執行でちゃいますぅ（エヴァンジェリン・A・K・マクダウェル）
- ネギま!? 3時間目 恋と魔法と世界樹伝説!（エヴァンジェリン・A・K・マクダウェル）
- BLEACH 〜ヒート・ザ・ソウル3〜（井上織姫）
- BLEACH 〜放たれし野望〜（井上織姫）
- BLEACH 〜ブレイド・バトラーズ〜（井上織姫）
- BLEACH Wii 白刃きらめく輪舞曲（井上織姫）
- 魔法先生ネギま! 課外授業 乙女のドキドキ ビーチサイド（エヴァンジェリン・A・K・マクダウェル）
- レッスルエンジェルス サバイバー（金森麗子、辻香澄）

2007年
- Que 〜エンシェントリーフの妖精〜（ユウ / 神楽坂夕）
- THE推理モバイル〜IT探偵：知られざる5つの事件簿〜（お嬢）
- 真・らき☆すた 萌えドリル 〜旅立ち〜（桜庭ひかる）
- 涼宮ハルヒの約束（鶴屋さん）
- テイルズ オブ イノセンス（エルマーナ・ラルモ / ヴリトラ）
- ネギま!? 超麻帆良大戦チュウ チェックイ〜ン 全員集合!やっぱり温泉来ちゃいましたぁ（エヴァンジェリン・A・K・マクダウェル）
- ネギま!? どりーむたくてぃっく 夢見る乙女はプリンセス（エヴァンジェリン・A・K・マクダウェル）
- ネギま!? ネオ・パクティオーファイト!!（エヴァンジェリン・A・K・マクダウェル）
- BLEACH 〜ブレイド・バトラーズ2nd〜（井上織姫）
- みんなのGOLF 5（ヨシコ）
- Routes PE、Routes PORTABLE（湯浅文月）

2008年
- インフィニット アンディスカバリー（コマチ）
- インフィニットループ 古城が見せた夢（セレスティア）
- 幻想水滸伝ティアクライス（モアナ）
- 涼宮ハルヒの戸惑（鶴屋さん）
- スーパーロボット大戦A PORTABLE（一木知恵）
- 鉄拳6 BLOODLINE REBELLION（アリサ・ボスコノビッチ）
- BLEACH 〜ヒート・ザ・ソウル5〜（井上織姫）
- 萌え萌え2次大戦(略)デラックス（ベローチェ、アイン、ツヴァイ）
- レッスルエンジェルス サバイバー2（金森麗子、辻香澄）

2009年
- アガレスト戦記ZERO（テトラ）
- アマガミ（伊藤香苗）
- アルカナハート3（シャルラッハロート）
- SIMPLE DSシリーズ Vol.47 THE推理〜新章2009〜（お嬢）
- 涼宮ハルヒの激動（鶴屋さん）
- 涼宮ハルヒの並列（鶴屋さん）
- 涼宮ハルヒの直列（鶴屋さん）
- BLEACH 〜ヒート・ザ・ソウル6〜（井上織姫）

2010年
- ELEMENTAL BATTLE ACADEMY（リモーネ＝フラーウス） - 同人ゲーム
- BLEACH 〜ヒート・ザ・ソウル7〜（井上織姫）
- D.C.I&II P.S.P 〜ダ・カーポI&II〜 プラスシチュエーション ポータブル（水越眞子）
- 魔法少女リリカルなのはA's PORTABLE -THE BATTLE OF ACES-（エイミィ・リミエッタ）
- Le Ciel Bleu 〜ル・シエル・ブルー〜（聖霊リブル）
- 雀龍門2（大阪の少女）

2011年
- 涼宮ハルヒの追想（鶴屋さん）
- 涼宮ハルヒちゃんの麻雀（鶴屋さん）
- Starry☆Sky 〜After Summer〜（金久保環）
- 鉄拳タッグトーナメント2（アリサ・ボスコノビッチ）
- どきどきすいこでん（江口礼）
- ドラゴンボールヒーローズ（2011年 - 2017年、おんなサイヤ人アバター〈ヒーロータイプ〉） - 5作品
- 萌え萌え大戦争☆げんだいばーん（ナタリー）
- 萌え萌え大戦争☆げんだいばーん+（ナタリー）
- 萌え萌え大戦争☆げんだいばーん 3D（ナタリー）
- 雀龍門3（大阪の少女）

2012年
- ストリートファイター X 鉄拳（アリサ）
- テイルズ オブ イノセンス R（エルマーナ・ラルモ / ヴリトラ）
- ヒーローズファンタジア（ミレル）
- PROJECT X ZONE（アリサ・ボスコノビッチ）
- 萌え萌え大戦争☆げんだいばーん++（ナタリー、リディア）

2013年
- 神撃のバハムート（乙姫）
- 真・雀龍門（大阪の少女）
- パペッティア（ピカリナ）

2014年
- グランブルーファンタジー（2014年 - 2025年、フェンリル、エヴァンジェリン・Ａ・Ｋ・マクダウェル ）
- グリモア〜私立グリモワール魔法学園〜（東雲アイラ）
- 閃乱カグラ2 -真紅-（かぐら）

2015年
- LORD of VERMILION ARENA（レベッカ）
- 鉄拳7（アリサ・ボスコノビッチ）

2016年
- Shadowverse（ルーキーネクロマンサー）
- あんさんぶるガールズ!!（山條ぎん）
- サモンナイト6 失われた境界たち（リシェル）
- ヤマトクロニクル創世（菜子）
- リング☆ドリーム 女子プロレス大戦（唐沢しおん）

2017年
- 閃乱カグラ PEACH BEACH SPLASH（神楽）
- 咲-Saki- 全国編Plus（三尋木咏）
- きんとうか（逢己千恵子）

2018年
- ネギマテ UQ HOLDER! 〜魔法先生ネギま!2〜（雪姫 / エヴァンジェリン・A・K・マクダウェル）
- シノビマスター 閃乱カグラ NEW LINK（神楽）

2019年
- エンゲージプリンセス（ゼンラ）
- スーパードラゴンボールヒーローズ ワールドミッション（サイヤ人〈おんな〉ヒーロータイプ）
- ぷよぷよ!!クエスト（妹尾あいこ）

2020年
- 神田川JET GIRLS（紅衣神威）
- 一騎当千 エクストラバースト（左慈元放）
- アズールレーン（オーディン）
- ワールズエンドクラブ（モーちゃん）
- BLEACH Soul Rising（井上織姫）

2021年
- テイルズ オブ ザ レイズ（エルマーナ・ラルモ）
- モンスターストライク（井上織姫）

2022年
- THE KING OF FIGHTERS ALLSTAR（アリサ・ボスコノビッチ）

2024年
- 鉄拳8（アリサ・ボスコノビッチ）
- プリンセスコネクト！Re:Dive（アイラ）

2025年
- BLEACH Rebirth of Souls（井上織姫、クッカプーロ）

### ドラマCD
時期不明
- D.C. ドラマCD「春色の夢」（水越眞子）
- おジャ魔女どれみ関連作品（妹尾あいこ）

2001年
- PON!とキマイラ 学園天国篇（女子高生）

2002年
- ドラマティックドラゴン2nd まぶらほ 第1 - 3章（風椿玖里子）

2003年
- Club AT-X やっぱりアニメが好き。 三姉妹物語ドラマCD（2003年 - 2004年、ユキ） - 2作品
- .hack//黄昏の腕輪伝説（ミレイユ）
- ラブ★コン ドラマCD（神崎真由）

2004年
- ツインドラゴンスペシャルドラマCD「まぶらほ」（風椿玖里子）
- 幽☆遊☆白書 ドラマCD「TWO SHOTS」（喜多嶋麻弥）
- ちょこッとSister（丸茂珠美）発売時期、CD表題は不明
- dear【ディア】（散葉）
- 魔法少女リリカルなのは サウンドステージ（エイミィ・リミエッタ）

2005年
- 魔法少女リリカルなのはA's サウンドステージ（エイミィ・リミエッタ）
- 目を閉じればいつかの海（林田真雪）
- ドラマCD 初音島ドラマシアター chapter.6 萌&眞子（水越眞子）

2006年
- D.C.S.S. 外伝ドラマVol.1、2（水越眞子）
- 手を伸ばせばはるかな海（林田真雪）
- The MANZAI（萩元恵菜）
- dear〜ディア〜 A story of the next day（散葉）
- ティンクルセイバーNOVA 昼下がりのウィスパー（天羽翔子）
- はやて×ブレード DRAMA CD（静馬夕歩）
- ビター・ヴァレンタイン（若草美絵）
- まろまゆ（魔法少女猫）
- THE IDOLM@STER DRAMA NEW STAGE Vol.1（薮本）

2007年
- planetarian〜ちいさなほしのゆめ〜 ドラマCD 最終章"星の人"（ルツ）
- 耳をすませばかすかな海（林田真雪）
- DJ＋ドラマCD 「いつでも召喚!サモンナイト4」 Vol.1、2（リシェル）
- 鉄道むすめ〜鉄道制服コレクション〜 ドラマCD 第1巻（片瀬さつき）
- テストに出るっ!日本の歴史年表（メガ子）
- 勤しめ! 仁岡先生 スクエニ4コマ×3フェア「オリジナルドラマCD」（今江幸）

2008年
- おたくの娘さん ドラマCD（御園麗華）
- 魔法先生ネギま! 〜白き翼 ALA ALBA〜 言っておきたい事がある!（エヴァンジェリン・A・K・マクダウェル）
- ドラマCD「テイルズ オブ イノセンス」vol.1、2（エルマーナ・ラルモ）

2009年
- ドラゴンクライシス!（ビアンカ・A・ルー）
- キューティクル探偵因幡 ドラマCD（ノア）
- ドラマCD 落花流水（草場春河）
  - 落花流水 バラエティCD（草場春河）

- 幻想水滸伝II ドラマCD（ナナミ）
- Doubt（立花姫香）

2010年
- わ!（岩千鳥帝）
- BLCD 徒然（栗本鹿野子）

2015年
- TVアニメ『長門有希ちゃんの消失』Blu-ray&DVD初回限定盤特典CD（鶴屋さん）
- あにめたまえ!天声の巫女 -たたりたまえ!?式宮七瀬の挑戦!-（狐巫女・紫都）

2016年
- 魔法少女リリカルなのは Reflection ドラマCD付き特別鑑賞券【フェイト&アリサ&すずか編＋ボーナストラックViVid Strike! リンネ編】（エイミィ・リミエッタ）

### 吹き替え

#### 映画
- カルマ（ジムの妹）
- クライモリ（カーリー）
- スズメバチ（ニュースキャスター、インタビューを受ける女性）
- 友へ チング（ジンスク/関西弁、その他/標準語）※DVD版
- フェイス・イン・ラブ（タイリ）
- マイ・ビューティフル・ジョー（アシュレー）

#### ドラマ
- コールドケース5 #4
- チャームド 〜魔女3姉妹〜 シーズン6 #121
- パワーレンジャーシリーズ
  - パワーレンジャー・ロスト・ギャラクシー（ケンドリックス・モーガン/ピンクレンジャー、キャロル・ピケッツ）
  - パワーレンジャー・ライトスピード・レスキュー（ケンドリックス・モーガン/ギャラクシーピンクレンジャー）

### パチンコ
- CRローズテイルアルティメット（2006年、良雄、栞）
- CR野薔薇物語（2006年、良雄、栞）
- CRローズテイルEX（2011年、良雄、栞）
- CR魔法先生ネギま!（2017年、エヴァンジェリン・A・K・マクダウェル[86]）

### 特撮
- Kawaii! JeNny（2007年、超天使ロボカシマCの声）

### デジタルコミック
- VOMIC お嬢様はお嫁様。（極楽院十輝子）
- VOMIC BLEACH（井上織姫）

### CM
- バトルネットワーク ロックマンエグゼ（光熱斗、ロックマン）[要出典]
- バトルネットワーク ロックマンエグゼ2（光熱斗、ロックマン）[要出典]
- ドワンゴ・アニメロミックス（エヴァンジェリン・A・K・マクダウェル）
- B-tops

### ラジオ
時期不明
- 鶴志のスポーツナイスキャッチ（KBS京都：放送時期不明）
- *由貴の結晶*（アニメイトモバイルシリーズ：）

1991年
- 鶴光のつるつる90分!（ラジオ大阪：10月5日 - 1993年3月27日）

2000年
- SHINGO'S RADIO SHOW “花鳥風月”（Kiss-FM KOBE：4月3日 - 2002年3月28日、「セクシー声のお姉さん」として出演しているが、番組開始当初からではない）

2002年
- アベノ橋☆魔法商店街（ラジオ大阪：10月16日 - 2005年3月）
- Club AT-X やっぱりアニメが好き。（文化放送：10月13日 - 2004年3月28日）
- ラジオどっとあい 松岡由貴のいたちごっこ（文化放送インターネットラジオ：7月 - 9月）

2005年
- らぶげ魂 愛とかほるのらぶフェロ（第30回、10月24日）

2006年
- BLEACH “B” STATION（3月度マンスリーパーソナリティー）
- 鶴屋さんのめがっさおつかれ!相談コーナー（10月6日 - 12月）
- ふわゆる〜♪こしょこしょ話（ぷろだくしょんバオバブHP内ウェブラジオ：10月23日 - 2009年8月31日）

2010年
- ガイナックス電波（ラジオ大阪、文化放送：7月10日 - 2013年9月28日）

### ラジオCD
- ラジオCD「初音島放送局」Vol.1、3
- BLEACH “B” STATION VOL.6（2006年9月20日）
- 涼宮ハルヒの憂鬱 SOS団ラジオ支部 番外編CD Vol.3（2006年12月21日）

### DVD
- D.C. 〜ダ・カーポ〜 シークレットライブ in 川崎 CLUB CITTA'（2004年5月26日）
- BLEACH SOUL SONIC 2005 "夏"
- 魔法先生ネギま! 麻帆良学園中等部2-A：ホームルーム
- 魔法先生ネギま! 大麻帆良祭
- ネギま!? Princess Festival
- 音楽朗読劇『夕鶴』
- 涼宮ハルヒの激奏

### Web映像配信
- 声優魂!（Ustream・ニコニコ生放送：2013年10月20日 - 2018年12月2日）第9回よりメインMC

### テレビ
- おはよう天気です（朝日放送：1994年10月 - 1995年9月）「ゆきちゃんのピコピコ通信」というテレビゲームを紹介するコーナーを持っていた。

### 舞台
- 朗読劇「ドッカンぐらぐら」（2011年1月27日、中野ザ・ポケット）

### その他
- おジャ魔女どれみミュージカルおよびキャラクターショー（妹尾あいこ〈声のみ〉）
- デジタルネバーランド（朝日放送、関西ローカル：ナレーター、放送終了）
- ウラネタ芸能ワイド 週刊えみぃSHOW（よみうりテレビ関西ローカル：ナレーター：1999年4月 - ）
- 魔法先生ネギま! オフィシャルファンブック「ネギパ!」Vol.3 キャストインタビュー
- 快進撃TVうたえモン（フジテレビ：MAHO堂として顔出し出演）
- Kamakur@ Love、『JAM STATION』内ラジオドラマ（初代アシカガユウコ役）
- DVD『コードギアス 反逆のルルーシュR2』第2巻 イラストドラマ02（子供）
- StudioGIW「ボイスドラマ Vol.1」（ランファン）※ダウンロード販売
- AT-X 2015年 11月番宣部長
- 日本橋プロジェクトイメージキャラクター「音々（ねおん）」役[87]
- ぶらり途中下車の旅（副音声解説、2015年10月3日 - ）

## ディスコグラフィ

### キャラクターソング
| 発売日   | 商品名                                                                            | 歌 | 楽曲 | 備考                                                           |
| 1999年   | 1999年                                                                            | 1999年 | 1999年 | 1999年                                                         |
| -------- | --------------------------------------------------------------------------------- | --- | --- | -------------------------------------------------------------- |
| 3月5日   | おジャ魔女カーニバル!!                                                            | MAHO堂 | 「おジャ魔女カーニバル!」 | テレビアニメ『おジャ魔女どれみ』オープニングテーマ             |
| 4月21日  | おジャ魔女CDくらぶ その1 おジャ魔女 ヴォーカルコレクション!!                      | MAHO堂 | 「おジャ魔女カーニバル!」 「日曜日は魔法のコ」 「女のコは勉強中!」                                                                                         | テレビアニメ『おジャ魔女どれみ』関連曲                         |
| 10月21日 | おジャ魔女CDくらぶ その6 おジャ魔女 ソロヴォーカルコレクション 妹尾あいこ篇       | 妹尾あいこ（松岡由貴） | 「あいこにおまかせ!」 「パーッといこう!!」 | テレビアニメ『おジャ魔女どれみ』関連曲                         |
| 11月21日 | おジャ魔女CDくらぶ その7 MAHO堂のおジャ魔女クリスマスカーニバル!!                 | MAHO堂 | 「おジャ魔女カーニバル!!」 「ジングル・ベル」 「サンタが街にやってくる」 「赤鼻のトナカイ」 「サンタクロースがやってくる」 「きよしこの夜（賛美歌109番）」 | テレビアニメ『おジャ魔女どれみ』関連曲                         |
| 2000年   |                                                                                   | | |                                                                |
| 3月24日  | おジャ魔女はココにいる                                                            | MAHO堂 | 「おジャ魔女はココにいる」 | テレビアニメ『おジャ魔女どれみ♯』オープニングテーマ            |
| 3月24日  | おジャ魔女はココにいる                                                            | MAHO堂 | 「声をきかせて」 | テレビアニメ『おジャ魔女どれみ♯』エンディングテーマ            |
| 2001年   |                                                                                   | | |                                                                |
| 2月21日  | おジャ魔女でBAN2                                                                  | MAHO堂 | 「おジャ魔女でBAN2」 | テレビアニメ『も〜っと! おジャ魔女どれみ』オープニングテーマ   |
| 2002年   |                                                                                   | | |                                                                |
| 6月26日  | あずまんが大王 キャラクターCD Vol.3 春日歩                                        | 春日歩（松岡由貴） | 「しっかり！TRY La Lai」 「Time Pavement」 | テレビアニメ『あずまんが大王』関連曲                           |
| 7月24日  | あずまんが大王 キャラクターCD Vol.5 神楽                                          | ボンクラーズ | 「Lazy Crazy ボンクラーズ」 | テレビアニメ『あずまんが大王』関連曲                           |
| 12月25日 | TVアニメーション「あずまんが大王」ヴォーカルコレクション うたいましょ             | 春日歩（松岡由貴）、美浜ちよ（金田朋子） | 「つくりましょう」 「ほろりんコンフェティ」 | テレビアニメ『あずまんが大王』関連曲                           |
| 12月25日 | TVアニメーション「あずまんが大王」ヴォーカルコレクション うたいましょ             | 春日歩（松岡由貴） | 「しっかり！TRY La Lai」 | テレビアニメ『あずまんが大王』関連曲                           |
| 2003年   |                                                                                   | | |                                                                |
| 2月21日  | ぷちぷり*ユーシィ Magic Square 1                                                  | グレンダ（松岡由貴） | 「世界じゅうのNo.1」 | テレビアニメ『ぷちぷり*ユーシィ』関連曲                        |
| 7月24日  | 宇宙学園ステルヴィア校 大歌謡祭                                                   | 片瀬志麻（野中藍）、音山光太（水島大宙）、アリサ・グレンノース（松岡由貴）、藤沢やよい（折笠富美子）、栢山晶（田中理恵）、ピエール・タキダ（上田祐司）、ジョイ・ジョーンズ（陶山章央）、小田原大（斎賀みつき）、風祭りんな（広橋涼）           | 「宇宙学園ステルヴィア校 校歌」 | テレビアニメ『宇宙のステルヴィア』関連曲                       |
| 7月24日  | 宇宙学園ステルヴィア校 大歌謡祭                                                   | アリサ・グレンノース（松岡由貴） | 「Happy & Lucky」 | テレビアニメ『宇宙のステルヴィア』関連曲                       |
| 9月26日  | D.C. キャラクターイメージソングVol.2 芳乃さくら×水越萌×水越眞子                   | 水越眞子（松岡由貴） | 「ぴったんこ☆」 | テレビアニメ『D.C. 〜ダ・カーポ〜』関連曲                      |
| 2004年   |                                                                                   | | |                                                                |
| 2月25日  | ダ・カーポ玉2                                                                     | 朝倉音夢（野川さくら）、天枷美春（神田朱未）、白河ことり（堀江由衣）、水越眞子（松岡由貴）、水越萌（伊月ゆい）、芳乃さくら（田村ゆかり） | 「風見学園校歌」 | ゲーム『D.C. 〜ダ・カーポ〜』関連曲                            |
| 4月7日   | D.C.P.S.〜ダ・カーポ〜 プラスシチュエーション キャラクターイメージソング1         | 水越眞子（松岡由貴）、水越萌（伊月ゆい） | 「Home Sweet Home」 | ゲーム『D.C.P.S. 〜ダ・カーポ〜 プラスシチュエーション』関連曲 |
| 5月1日   | 出席番号のうた                                                                    | 麻帆良学園中等部2-A | 「出席番号のうた」 | テレビアニメ『魔法先生ネギま!』関連曲                          |
| 5月19日  | まぶらほ キャラクターシングルシリーズVol.2 風椿玖里子                             | 風椿玖里子（松岡由貴） | 「君のもとへ」 | テレビアニメ『まぶらほ』関連曲                                 |
| 7月7日   | D.C.P.S.〜ダ・カーポ〜 プラスシチュエーション キャラクターイメージソング2         | 水越眞子（松岡由貴） | 「桃色Ready Go!!」 | ゲーム『D.C.P.S. 〜ダ・カーポ〜 プラスシチュエーション』関連曲 |
| 9月24日  | ナ・イ・ショ・YO! おジャ魔女                                                      | MAHO堂 | 「ナ・イ・ショ・YO! おジャ魔女」 | テレビアニメ『おジャ魔女どれみナ・イ・ショ』オープニングテーマ |
| 9月24日  | ナ・イ・ショ・YO! おジャ魔女                                                      | MAHO堂 | 「ステキ∞」 | テレビアニメ『おジャ魔女どれみナ・イ・ショ』エンディングテーマ |
| 10月27日 | 魔法先生ネギま! 声のクラスメイトシリーズ 1月：闇の福音&ドール                     | 闇の福音&ドール | 「Maze of the dark」 | テレビアニメ『魔法先生ネギま!』関連曲                          |
| 11月17日 | まぶらほ The Greatest Hits!                                                       | 葵学園3人娘 | 「White Christmas」 「恋はイヤイヤ」 「We'd get there someday」                                                                                            | テレビアニメ『まぶらほ』関連曲                                 |
| 2005年   |                                                                                   | | |                                                                |
| 5月11日  | おしえてほしいぞぉ、師匠                                                          | 麻帆良学園中等部2-A 師匠となやめるオトメ組 | 「おしえてほしいぞぉ、師匠」 | テレビアニメ『魔法先生ネギま!』エンディングテーマ              |
| 5月11日  | おしえてほしいぞぉ、師匠                                                          | 麻帆良学園中等部2-A 師匠となやめるオトメ組 | 「a precious pride」 | テレビアニメ『魔法先生ネギま!』関連曲                          |
| 6月8日   | ハッピー☆マテリアル 5月度：Electric version                                       | 麻帆良学園中等部2-A | 「ハッピー☆マテリアル」 | テレビアニメ『魔法先生ネギま!』オープニングテーマ              |
| 7月21日  | 恋する奇跡                                                                        | 極上生徒会遊撃部+車両部 | 「恋する奇跡」 | テレビアニメ『極上生徒会』エンディングテーマ                   |
| 8月3日   | ハッピー☆マテリアル/輝く君へ〜Peace                                               | 麻帆良学園中等部2-A | 「ハッピー☆マテリアル 31人ver.・TVサイズ」 | テレビアニメ『魔法先生ネギま!』最終話オープニングテーマ        |
| 8月3日   | ハッピー☆マテリアル/輝く君へ〜Peace                                               | 麻帆良学園中等部2-A | 「輝く君へ〜Peace」 | テレビアニメ『魔法先生ネギま!』最終話エンディングテーマ        |
| 9月7日   | 極上生徒会 キャラクターシングルVol.3 小百合＆れいん                               | 角元れいん（松岡由貴） | 「SHINE GIRLS LIFE」 | テレビアニメ『極上生徒会』関連曲                               |
| 10月26日 | D.C.S.S. VOCAL ALBUM Vol.1                                                        | 水越眞子（松岡由貴）、天枷美春（神田朱未） | 「得意科目はLOVE!」 | テレビアニメ『D.C.S.S. 〜ダ・カーポ セカンドシーズン〜』関連曲 |
| 2006年   |                                                                                   | | |                                                                |
| 4月26日  | いぬかみっ! キャラクターコレクションCD 4 せんだん＆啓太                           | せんだん（松岡由貴） | 「すべて、愛のために」 | テレビアニメ『いぬかみっ!』関連曲                              |
| 5月10日  | D.C.S.S. VOCAL ALBUM Vol.2                                                        | 水越眞子（松岡由貴） | 「強がりの定理」 | テレビアニメ『D.C.S.S. 〜ダ・カーポ セカンドシーズン〜』関連曲 |
| 12月6日  | ネギま!? うたのCD（1）                                                            | エヴァンジェリン・A・K・マクダウェル（松岡由貴） | 「Re-born」 | テレビアニメ『ネギま!?』関連曲                                 |
| 12月6日  | 涼宮ハルヒの憂鬱 キャラクターソング Vol.4 鶴屋さん                                | 鶴屋さん（松岡由貴） | 「青春いいじゃないかっ」 「めがっさ好奇心」 「ハレ晴レユカイ〜Ver.鶴屋さん〜」                                                                             | テレビアニメ『涼宮ハルヒの憂鬱』関連曲                         |
| 12月20日 | BLEACH BEAT COLLECTION 2nd SESSION:05 朽木ルキア&井上織姫                         | 井上織姫（松岡由貴） | 「la la la♪」 | テレビアニメ『BLEACH』関連曲                                   |
| 12月20日 | BLEACH BEAT COLLECTION 2nd SESSION:05 朽木ルキア&井上織姫                         | 朽木ルキア（折笠富美子）、井上織姫（松岡由貴） | 「Holy Fight」 | テレビアニメ『BLEACH』関連曲                                   |
| 12月21日 | いぬかみっ! キャラクターボーカルアルバム paradiso                                 | 薫の犬神10人 | 「百花繚乱紅乃乙女」 | テレビアニメ『いぬかみっ!』挿入歌                              |
| 2007年   |                                                                                   | | |                                                                |
| 1月24日  | ネギま!? 1000%BOX                                                                 | 絡繰茶々丸（渡辺明乃）、エヴァンジェリン・A・K・マクダウェル（松岡由貴）、葉加瀬聡美（門脇舞以） | 「1000%SPARKING!」 | テレビアニメ『ネギま!?』オープニングテーマ                     |
| 1月24日  | ネギま!? 1000%BOX                                                                 | 絡繰茶々丸（渡辺明乃）、エヴァンジェリン・A・K・マクダウェル（松岡由貴）、葉加瀬聡美（門脇舞以） | 「A-LY-YA!」 | テレビアニメ『ネギま!?』エンディングテーマ                     |
| 1月24日  | ネギま!? 1000%BOX                                                                 | 絡繰茶々丸（渡辺明乃）、エヴァンジェリン・A・K・マクダウェル（松岡由貴）、葉加瀬聡美（門脇舞以） | 「1000%SPARKING!〈ビッグバンドミックス〉」 | テレビアニメ『ネギま!?』関連曲                                 |
| 1月24日  | ネギま!? 1000%BOX                                                                 | 麻帆良学園中等部3-A+ネギ・スプリングフィールド | 「1000%SPARKING!」 「A-LY-YA!」 | テレビアニメ『ネギま!?』関連曲                                 |
| 3月7日   | ネギま!?うたのCD（2）                                                             | エヴァンジェリン・A・K・マクダウェル（松岡由貴）、絡繰茶々丸（渡辺明乃） | 「日本の心」 | テレビアニメ『ネギま!?』関連曲                                 |
| 3月21日  | BLEACH BEAT COLLECTION THE BEST 1                                                 | 朽木ルキア（折笠富美子）、井上織姫（松岡由貴） | 「Holy Fight '07」 | テレビアニメ『BLEACH』関連曲                                   |
| 6月13日  | ネギま!? Princess Festival CD                                                     | | 「」 |                                                                |
| 7月25日  | Que Character Image Mini Album Vol.2 ユウ                                         | ユウ（松岡由貴） | 「クレヨン」 | ゲーム『Que 〜エンシェントリーフの妖精〜』関連曲               |
| 9月26日  | ネギま!? ベストアルバム                                                           | 麻帆良学園中等部3-A+ネギ・スプリングフィールド | 「Hello Again」 | テレビアニメ『ネギま!?』関連曲                                 |
| 2008年   |                                                                                   | | |                                                                |
| 8月27日  | ハッピー☆マテリアル リターン                                                      | 麻帆良学園中等部3-A | 「ハッピー☆マテリアル リターン」 | OAD『魔法先生ネギま! 〜白き翼 ALA ALBA〜』オープニングテーマ   |
| 8月27日  | ハッピー☆マテリアル リターン                                                      | 麻帆良学園中等部3-A | 「輝く君へ」 | OAD『魔法先生ネギま! 〜白き翼 ALA ALBA〜』エンディングテーマ   |
| 8月27日  | ハッピー☆マテリアル リターン                                                      | 麻帆良学園中等部3-A | 「A-LY-YA」 | テレビアニメ『ネギま!?』関連曲                                 |
| 2009年   |                                                                                   | | |                                                                |
| 4月22日  | 乳から生まれた大先輩                                                              | ちゅるやさん（松岡由貴） | 「乳から生まれた大先輩」 「名無しでにょろ〜ん」 | Webアニメ『にょろーん☆ちゅるやさん』イメージソング             |
| 5月27日  | ググれ!（に一致する日本語のページ）                                               | ちゅるやさん（松岡由貴） | 「ググれ!（に一致する日本語のページ）（ゲスト：朝比奈みくる〈後藤邑子〉）」 「ながとっちのゆううつ（ゲスト：長門有希〈茅原実里〉）」                       | Webアニメ『にょろーん☆ちゅるやさん』イメージソング             |
| 6月24日  | このスモチからの卒業                                                              | ちゅるやさん（松岡由貴） | 「このスモチからの卒業（ゲスト：涼宮ハルヒ〈平野綾〉、キョン〈杉田智和〉）」 「まちが〜って？スモチタベル（ゲスト：古泉一樹〈小野大輔〉）」                | Webアニメ『にょろーん☆ちゅるやさん』イメージソング             |
| 9月25日  | Princess Diva!                                                                    | 藤倉優（松岡由貴） | 「Feathry Kiss」 | テレビアニメ『プリンセスラバー!』関連曲                        |
| 12月9日  | 涼宮ハルヒの憂鬱 新キャラクターソング Vol.6 鶴屋さん                              | 鶴屋さん（松岡由貴） | 「祭って祭って! いらっしゃ〜い」 「お騒がせのジ・エンド」                                                                                                  | テレビアニメ『涼宮ハルヒの憂鬱』関連曲                         |
| 2010年   |                                                                                   | | |                                                                |
| 2月24日  | BEAM my BEAM                                                                      | ひまりんこ・L・しずくえす | 「BEAM my BEAM」 | テレビアニメ『おまもりひまり』エンディングテーマ               |
| 3月31日  | おまもりひまり ネコもシャクシもキャラソン・アルバム                               | 神宮寺くえす（松岡由貴） | 「BEAM my BEAM（ヴァージョンくえす）」 | テレビアニメ『おまもりひまり』関連曲                           |
| 11月17日 | 魔法先生ネギま! 〜もうひとつの世界〜 Theme Song Collection                        | ネギ・スプリングフィールド（佐藤利奈）、犬上小太郎（井上麻里奈）、長谷川千雨（志村由美）、アルベール・カモミール（矢部雅史）、ジャック・ラカン（小山力也）、エヴァンジェリン・A・K・マクダウェル（松岡由貴）、クウネル・サンダース（小野大輔） | 「Get a Chance!」 | OVA『魔法先生ネギま! 〜もうひとつの世界〜』エンディングテーマ  |
| 12月15日 | ブリコン 〜BLEACH CONCEPT COVERS〜                                                | 朽木ルキア（折笠富美子）、井上織姫（松岡由貴） | 「少女S」 | テレビアニメ『BLEACH』関連曲                                   |
| 2011年   |                                                                                   | | |                                                                |
| 8月24日  | 桜風に約束を -旅立ちの歌-                                                         | ネギ・スプリングフィールド&麻帆良学園中等部3-A | 「桜風に約束を -旅立ちの歌-」 | 劇場アニメ『劇場版 魔法先生ネギま! ANIME FINAL』主題歌         |
| 2015年   |                                                                                   | | |                                                                |
| 4月29日  | フレ降レミライ                                                                    | 北高文芸部女子会 | 「フレ降レミライ」 | テレビアニメ『長門有希ちゃんの消失』オープニングテーマ         |
| 6月24日  | TVアニメ『長門有希ちゃんの消失』Character Song Series ”In Love”case.4 Tsuruya san | 鶴屋さん（松岡由貴） | 「愛の門番EXTRA」 「福が来たりて風が吹く」 「フレ降レミライ（鶴屋さんver.）」                                                                              | テレビアニメ『長門有希ちゃんの消失』関連曲                     |
| 2018年   |                                                                                   | | |                                                                |
| 3月21日  | Grimoire Re:Cord Project♪ 〜Chant Collection〜                                    | 東雲アイラ（松岡由貴） | 「Prologue」 | ゲーム『グリモアA〜私立グリモワール魔法学園〜』関連曲          |
| 2020年   |                                                                                   | | |                                                                |
| 12月23日 | 映画「魔女見習いをさがして」ミュージック・コレクション                            | MAHO堂 | 「おジャ魔女カーニバル!!（魔女見習いをさがして Version）」                                                                                                 | 映画『魔女見習いをさがして』オープニングテーマ                 |